# Ignaz Moscheles

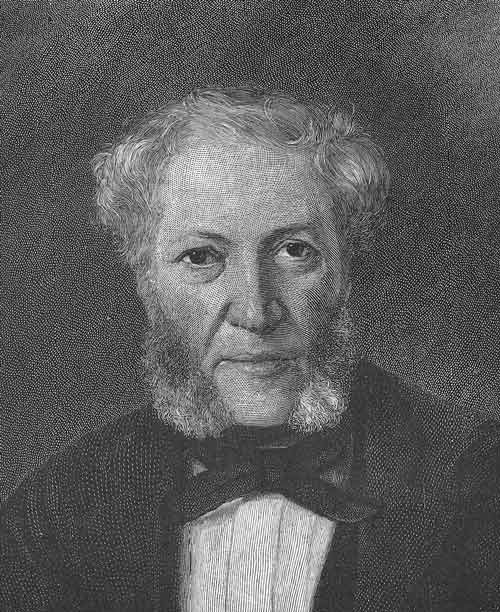
Ignaz Moscheles (porträtt gjort av sonen Felix)

Ignaz Moscheles, född 23 maj 1794 i Prag, död 10 mars 1870 i Leipzig, var en böhmisk-österrikisk tonsättare, pianist och pianolärare.

## Biografi
Moscheles vann tidigt rykte som pianovirtuos. Han hörde till eliten av sin tids turnerande pianister men var också verksam som dirigent, bl. a. vid det engelska uruppförandet av Beethovens nionde symfoni.
Efter många års vistelse i London överflyttade han 1846 till Leipzig där han blev lärare vid det av Felix Mendelssohn 1843 upprättade konservatoriet. Som kompositör var Moscheles produktiv, men ojämn. Bland hans verk märks briljanta virtuosstycken vid sidan av verk av mera bestående värde som några konserter och sonater samt etydsamlingarna 24 Studien och Charakteristische Studien.